# DR-Baureihe E 06
Die einmotorigen Elektrolokomotiven ES 51 bis ES 57 waren 1924 und 1925 in Dienst gestellte Schnellzuglokomotiven der Deutschen Reichsbahn-Gesellschaft. Ihre Nummerierung erfolgte zunächst noch nach dem Nummernschema der Preußischen Staatseisenbahnen. Nach Umstellung auf das neue Baureihenschema der Deutschen Reichsbahn wurden die sieben Lokomotiven ab 1926 als E 06 bezeichnet. Weitere fünf Lokomotiven der leicht abgewandelten Unterbauart E 061 erhielt die Reichsbahn 1928. Die Lokomotiven wurden bis 1946 ausschließlich im mitteldeutschen elektrischen Netz der Reichsbahn eingesetzt.

## Geschichte
Im Jahr 1922 legte die Reichsbahn ihr erstes Beschaffungsprogramm elektrischer Triebfahrzeuge für die vier von den Länderbahnen übernommenen elektrifizierten Streckennetze in Südbaden, Oberbayern, Mitteldeutschland und Schlesien auf. Nach dem zuständigen Dezernenten Wilhelm Wechmann im Reichsbahn-Zentralamt, der seit 1920 als Nachfolger von Gustav Wittfeld die Entwicklung des elektrischen Zugbetriebs der Reichsbahn maßgeblich prägte, wurde das Programm als „Wechmann-Plan“ bezeichnet. Insgesamt wurden nach diesem Plan 138 Lokomotiven beschafft.
Die nach dem Wechmann-Plan beschafften Lokomotiven wiesen als wesentliches Merkmal Stangenantriebe in Form des einebnigem Parallekurbelantriebes mit hochliegenden und langsamlaufenden Fahrmotoren auf und gingen teilweise noch auf Entwicklungsarbeiten der Preußischen Staatseisenbahnen zurück. Dazu gehörten auch die neuen Schnellzuglokomotiven für das mitteldeutsche Netz, die als Ersatz für die unzureichenden ES 9 bis 19 vorgesehen waren. Die Reichsbahn bestellte die ersten fünf Lokomotiven 1922, für den mechanischen Teil war Schwartzkopff, für den elektrischen Teil BEW zuständig. Im Sinne des auf Vereinheitlichung ausgerichteten Wechmann-Plans sollten die wesentlichen Konstruktionsgrundsätze denen der Personenzuglokomotiven EP 236 bis 246 entsprechen, die für das schlesische Netz vorgesehen waren. Damit war auch der Stangenantrieb und die Einrahmenbauart mit großem Zentralmotor vorgegeben, obwohl diese bereits zum Bestellzeitpunkt nicht mehr dem Stand der Technik entsprach.
Die erste Lokomotive ES 51 wurde im September 1924 ausgeliefert und zunächst auf der Eisenbahntechnischen Ausstellung im späteren Rangierbahnhof Seddin präsentiert. Anschließend wurde sie im Bahnbetriebswerk Leipzig West stationiert, ebenso die weiteren vier ab Anfang 1925 ausgelieferten Lokomotiven. Bereits kurz nach der Auslieferung der ES 51 bestellte die Reichsbahn im September 1924 weitere zwei Lokomotiven der neuen Baureihe, bei denen als wesentliche Änderung luft- statt ölgekühlte Transformatoren verwendet wurden. Die beiden Lokomotiven ES 56 und 57 wurden noch 1925 ausgeliefert, sie unterschieden sich aufgrund der anderen Transformatoren auch äußerlich ein wenig von den ersten fünf Exemplaren.
Bei Messfahrten zwischen Leipzig und Halle (Saale) zeigte sich, dass die neuen Lokomotiven das vorgesehene Leistungsprogramm problemlos erfüllten. Sie waren in der Lage, in der Ebene Schnellzüge mit über 750 Tonnen mit 110 km/h zu befördern und übertrafen damit deutlich das Leistungsvermögen der vor der Elektrifizierung verwendeten Preußischen S 10 als leistungsfähigster preußischer Schnellzugdampflokomotive. Die Elektrifizierung der vorgesehenen Einsatzstrecke von Leipzig über Halle nach Magdeburg geriet allerdings ins Stocken und die begonnenen Arbeiten zwischen Halle und Magdeburg mussten aufgrund der Inflationszeit 1924 vorerst abgebrochen werden. Damit fehlte die eigentlich vorgesehene Einsatzstrecke und die ab 1926 als E 06 bezeichneten Lokomotiven wurden vorwiegend im Personenverkehr auf der Strecke über Dessau nach Magdeburg eingesetzt. Die Strecke von Halle nach Magdeburg erhielt die Fahrleitung erst 1934, die ursprünglich für die E 06 vorgesehenen Schnellzüge übernahmen dann allerdings die neu ausgelieferten modernen Lokomotiven der Baureihe E 04.
1925 bestellte die Reichsbahn weitere fünf Lokomotiven desselben Typs, die von Schwartzkopff und BEW 1928 ausgeliefert wurden. Sie waren etwas länger und leichter als die Ursprungslokomotiven und besaßen wie die letzten beiden Maschinen der ersten Serie luftgekühlte Trockentransformatoren. Außerdem erhielten sie bereits ab Werk eine elektrische Zugheizung. Markantester äußerlicher Unterschied war die symmetrische Gestaltung des Aufbaus, der bei der ersten Serie auf einer Seite zu findende Vorbau vor dem Führerstand entfiel. Sie wurden fortlaufend als E 06 08 bis 12 nummeriert. Die Reichsbahn führte sie als eigene Unterbaureihe E 061. Alle Lokomotiven der zweiten Serie wurden ebenfalls in Leipzig stationiert, abgesehen von der kurzzeitig in Magdeburg beheimateten E 06 09. Die Erhaltung aller Maschinen erfolgte im Ausbesserungswerk Dessau.
Drei Lokomotiven wurden ab 1933 in Magdeburg-Rothensee stationiert, die übrigen blieben zunächst in Leipzig West. 1939 waren noch sechs Maschinen in Leipzig, die übrigen in Magdeburg. Während des Zweiten Weltkriegs waren einige E 06 auch in Bitterfeld stationiert, die Mehrzahl in Magdeburg. Im Dezember 1943 wurden die E 06 02 und 03 bei einem Luftangriff auf Leipzig durch Bombentreffer schwer beschädigt und 1944 ausgemustert. Die E 06 05 erlitt bei einem weiteren Luftangriff 1944 Brandschäden und wurde zur Reparatur ins Ausbesserungswerk Dessau gebracht. Das Kriegsende erlebten daher noch neun betriebsfähige Lokomotiven, in Magdeburg alle Maschinen der Unterbauart E 061, drei Maschinen in Bitterfeld und eine in Leipzig.
Ab Juli 1945 konnte die Reichsbahn allmählich wieder den elektrischen Betrieb auf den mitteldeutschen Strecken aufnehmen, mindestens fünf E 06 wurden ebenfalls wieder betriebsfähig gemacht. Auf Befehl der SMAD musste der elektrische Betrieb jedoch Anfang April 1946 eingestellt werden. Elektrische Anlagen und Fahrzeuge wurden als Reparationsgüter beschlagnahmt und in die Sowjetunion abtransportiert. Davon waren auch alle Maschinen der Baureihe E 06 mit Ausnahme der zur Reparatur in Dessau stehenden E 06 05 betroffen, sie wurden bis zum Sommer 1946 mit Transportzügen nach Osten abgefahren.
In der Sowjetunion erwiesen sich die E 06 wie die meisten 1946 abtransportierten elektrischen Fahrzeuge als nicht geeignet für eine Umspurung auf die dortige Breitspur, vor allem der Stangenantrieb war ein technisches Hindernis. Hinzu kam, dass es sich als nicht zweckmäßig erwies, mit den abgebauten Kraftwerks- und Fahrleitungsanlagen einen hinsichtlich des Stromsystems vom bisherigen sowjetischen Standard abweichenden Wechselstrombetrieb aufzubauen. Fast alle abtransportierten Lokomotiven wurden daher nicht eingesetzt. 1952 schlossen die UdSSR und die DDR schließlich ein Abkommen zur Rücküberführung der elektrischen Lokomotiven und Anlagen im Austausch gegen die Lieferung von 335 Weitstreckenpersonenwagen aus dem VEB Waggonbau Ammendorf.
Bis Anfang 1953 kehrten auch alle abtransportierten E 06 zurück. Die Lokomotiven waren über Jahre im Freien abgestellt gewesen. Der daraus resultierende sehr schlechte Zustand und die veraltete Antriebstechnik der weit über zwanzig Jahre alten Lokomotiven führte dazu, dass die sich Deutsche Reichsbahn dazu entschloss, die E 06 nicht wieder aufzuarbeiten. Sie blieben bis etwa 1956 im Schadlokpark des Dessauer Ausbesserungswerks und wurden schließlich ausgemustert. Alle Lokomotiven wurden bis Anfang der 1960er Jahre verschrottet.

## Technische Merkmale
Die Lokomotiven waren Einrahmenlokomotiven mit einem kombinierten Stahlguss-Blechrahmen und wiesen die Achsfolge 2’C2’ mit zwei Laufdrehgestellen. Die drei Treibachsen mit einem Raddurchmesser von 1600 mm wurden über einen doppelten, einebnigen Parallelkurbelantrieb mit je zwei 2940 mm langen Treibstangen pro Seite, die auf zwei Blindwellen wirkten, angetrieben. Der von BEW gelieferte Fahrmotor wog 22,3 t und besaß einen Ständerdurchmesser von 3360 mm, der Kommutator hatte 2100 mm Durchmesser. Mit diesen Maßen besaß die E 06 einen der größten je in elektrischen Lokomotiven verwendeten Motoren. Der Umfang des Ständers führte dazu, dass die Maschinen im Dach eine zusätzliche Haube zwischen beiden Stromabnehmern erhielten, die auch von außen die Dimensionen des Motors sichtbar machte. Die Lokomotiven erhielten eine elektropneumatische Schützensteuerung mit 16 bis 18 (ab ES 56) Fahrstufen und Bürstenverstellung für den Fahrtrichtungswechsel sowie zur Erzielung zusätzlicher Leistung in der höchsten Fahrstufe.
Die ersten fünf Maschinen erhielten einen ölgekühlten Transformator, der ab der ES 56 durch einen luftgekühlten Trockenumspanner ersetzt wurde, beide mit einer Leistung von 1600 kVA, ab der E 06 08 mit 1650 kVA. Während bei den E 061 ab Werk bereits Anzapfungen für die elektrische Zugheizung eingebaut waren, wurden sie bei den älteren Maschinen erst im Lauf der 1930er Jahre nachgerüstet. Die ES 51 hatte zunächst einen in einem Vorbau vor einem der Führerstände untergebrachten Dampfkessel für die Zugheizung erhalten, der mit Koks gefeuert wurde. Dieser bewährte sich nicht und bereits beim Bau der weiteren Maschinen wurde auf ihn verzichtet und der Vorbau stattdessen für den Kompressor und Hauptluftbehälter für die Druckluftbremse genutzt. Aus der ES 51 wurde der Heizkessel bald wieder ausgebaut.
Während Laufwerk, Antrieb und Rahmen bei allen E 06 weitgehend gleich ausgeführt wurden, unterschieden sich die verschiedenen Bauserien äußerlich erheblich, auch wenn alle Aufbauten in Form einer verblechten Profilstahlkonstruktion ausgeführt wurden. Die als ES 51 bis 55 gelieferten Maschinen besaßen vor dem hinteren Führerstand einen mit Höhe des Lokkastens bündig abschließenden Vorbau, der vordere Führerstand schloss dagegen plan über der Pufferbohle ab. Die ES 56 erhielt auch vor dem vorderen Führerstand einen kurzen Vorbau, in dem der Lüfter für den Transformator untergebracht war. Diese Anordnung bewährte sich aber nicht und die ES 57 wurde noch während des Baus umkonstruiert. Der vordere Führerstand verlor den kurzen Vorbau wieder und dafür wurde hinter dem Führerstand ein Lüfterschacht untergebracht. Die ES 56 wurde auf diese Bauform, bei der der Führerstand den Lüfterschacht u-förmig umschloss, umgerüstet.
Die bisherige asymmetrische Bauform des Lokkastens wurde bei den E 061 aufgegeben, ebenso die Verwendung von Vorbauten. Alle fünf Lokomotiven erhielten einen symmetrischen Aufbau, außerdem wurden die bislang unterhalb der Maschinenraumfenster angebrachten Lüfterjalousien auf eine Höhe mit den Fenstern verlegt.
Auf dem Dach wiewen alle E 06 der ersten Serie zwei Scherenstromabnehmer der Bauform SBS 9, die E 061 solche der Bauform SBS 11 auf. Zur weiteren Dachausrüstung zählten die Dachleitung, eine Drosselspule für den Überspannungsschutz sowie der Ölhauptschalter.